# 船木米治
船木 米治（ふなき よねじ、1889年〈明治22年〉 - 1951年〈昭和26年〉2月12日）は、日本の農民運動の指導者、政治家。鳥取県西伯郡県村長。

## 経歴
鳥取県西伯郡県村河岡（現・米子市河岡）出身。1923年、河岡小作人組合の結成に奔走する。鳥取県西伯郡地方で農民運動に入り、日農山陰総連合理事となり、労農党に所属する。のち全農全会派に属し、鳥取県農民総同盟創立にも参加する。
1927年、蓑蚊屋小作争議を指導し、勝利へ導く。保証責任県村信用販売購買利用組合理事をつとめる。1929年、全農鳥取県連の会長を務め、全農中央委員として活躍する。
戦後、1945年に生き残りの同志を集めて河岡農民組合再建準備会を開き、日本共産党に入党する。日本共産党西伯地区委員、鳥取県委員等を歴任する。1946年12月にアガタ農地委員会委員（小作代表）に就任し、1949年8月に離任する。
政治的にも経済社会的にも混乱のさなかの1946年に奪権を目ざして県村長選出の村議会にデモをかける。前村長派が退場したあと、組合派議員の単独審議によって船木共産党員村長が誕生する。村長のほかに県農民組合長、農業会長を兼ねる。
農協経理の私物化、土建会社との不明朗な関係を追及され1951年春に共産党から除名、同年秋には村長辞任に追い込まれる。1951年2月12日、脳溢血で死去する。

## 人物
住所は鳥取県西伯郡県村大字河岡（現・米子市）。